# Republika Batawska
Republika Batawska (niderl. Bataafse Republiek, fr. République batave) – marionetkowe państwo na terenie dzisiejszej Holandii, istniejące w latach 1795–1806.
Republika została proklamowana 19 stycznia 1795 roku – dzień po opuszczeniu kraju przez namiestnika Wilhelma V Orańskiego. Niderlandy były już wówczas zajęte przez rewolucyjne wojska francuskie.
Dziesięć lat wcześniej w kraju wybuchła wojna domowa (1785-1787) pomiędzy frakcją „patriotów” a oranżystami. Interweniowały wówczas Prusy, które przywróciły władzę Orańczykom.
Republika Batawska straciła większość swoich kolonii na rzecz Wielkiej Brytanii, w tym – między innymi – obfitującą w surowce mineralne Kolonię Przylądkową (obecnie w obrębie RPA).